# Missões diplomáticas da Argélia
Abaixo se encontram as embaixadas e os consulados da Argélia:

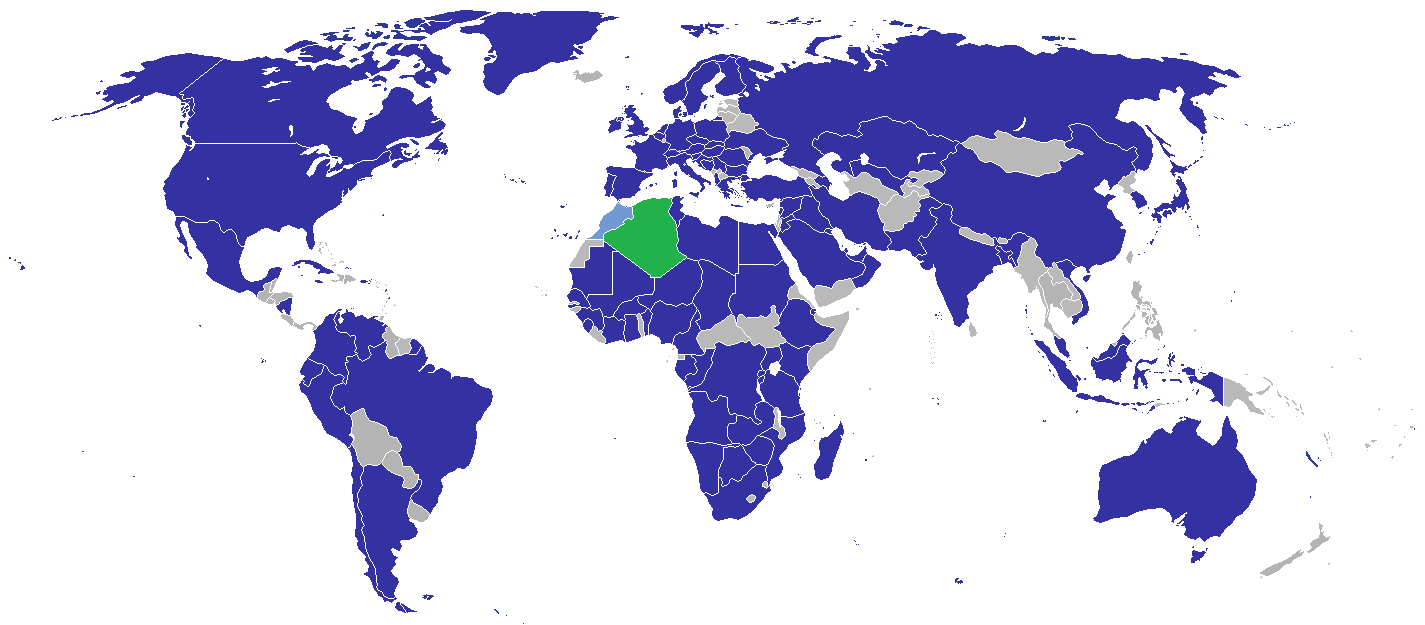
Missões diplomáticas da Argélia

## Europa

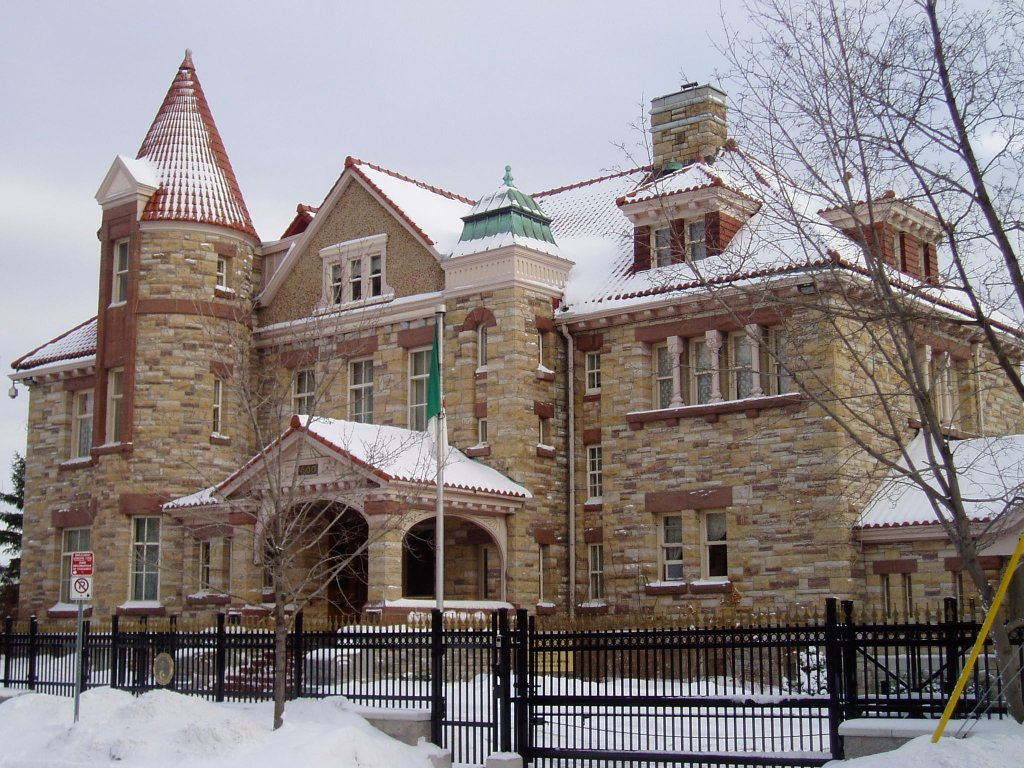
Embaixada da Argélia em Ottawa, Canadá

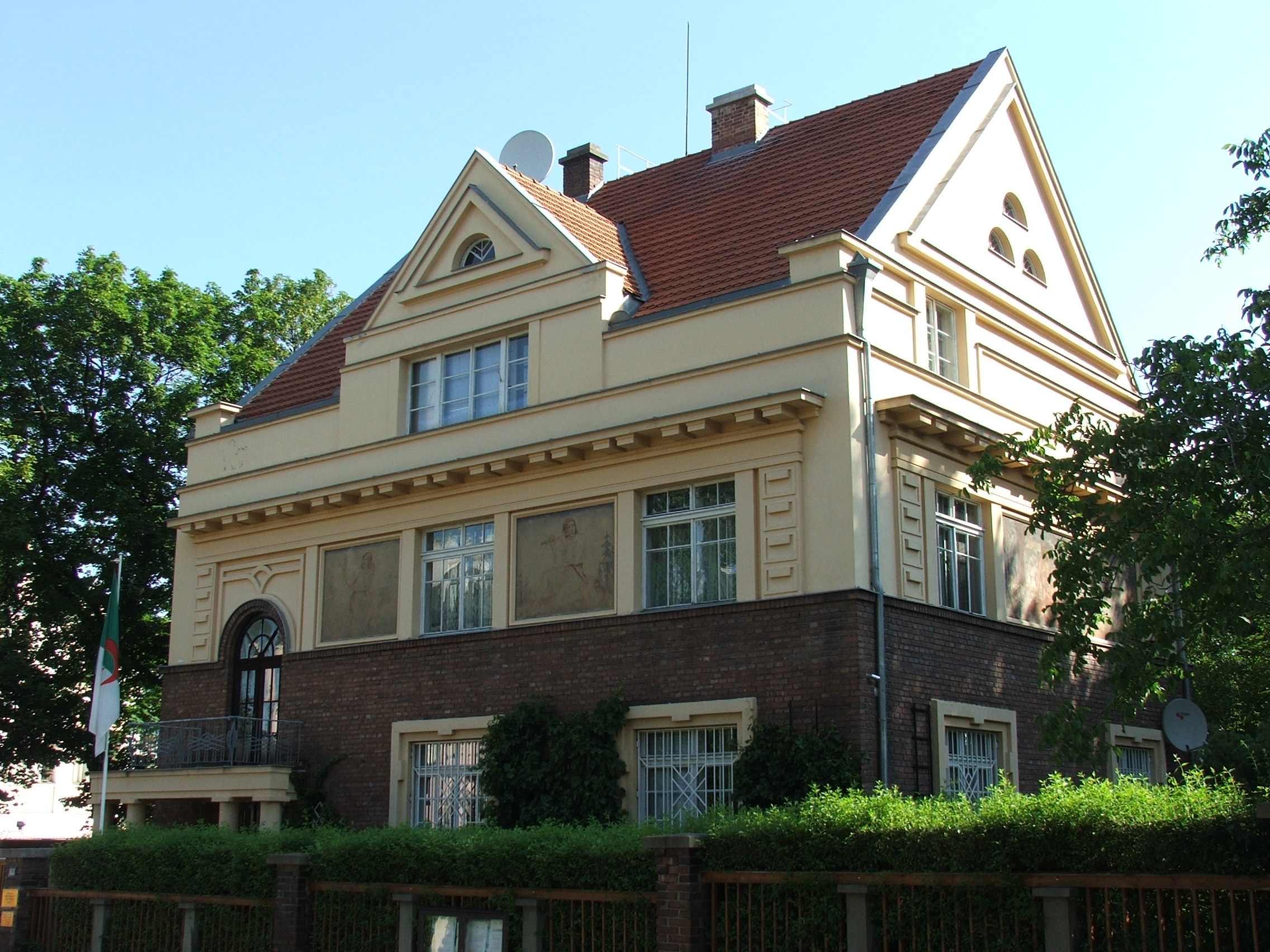
Embaixada da Argélia em Praga, República Tcheca

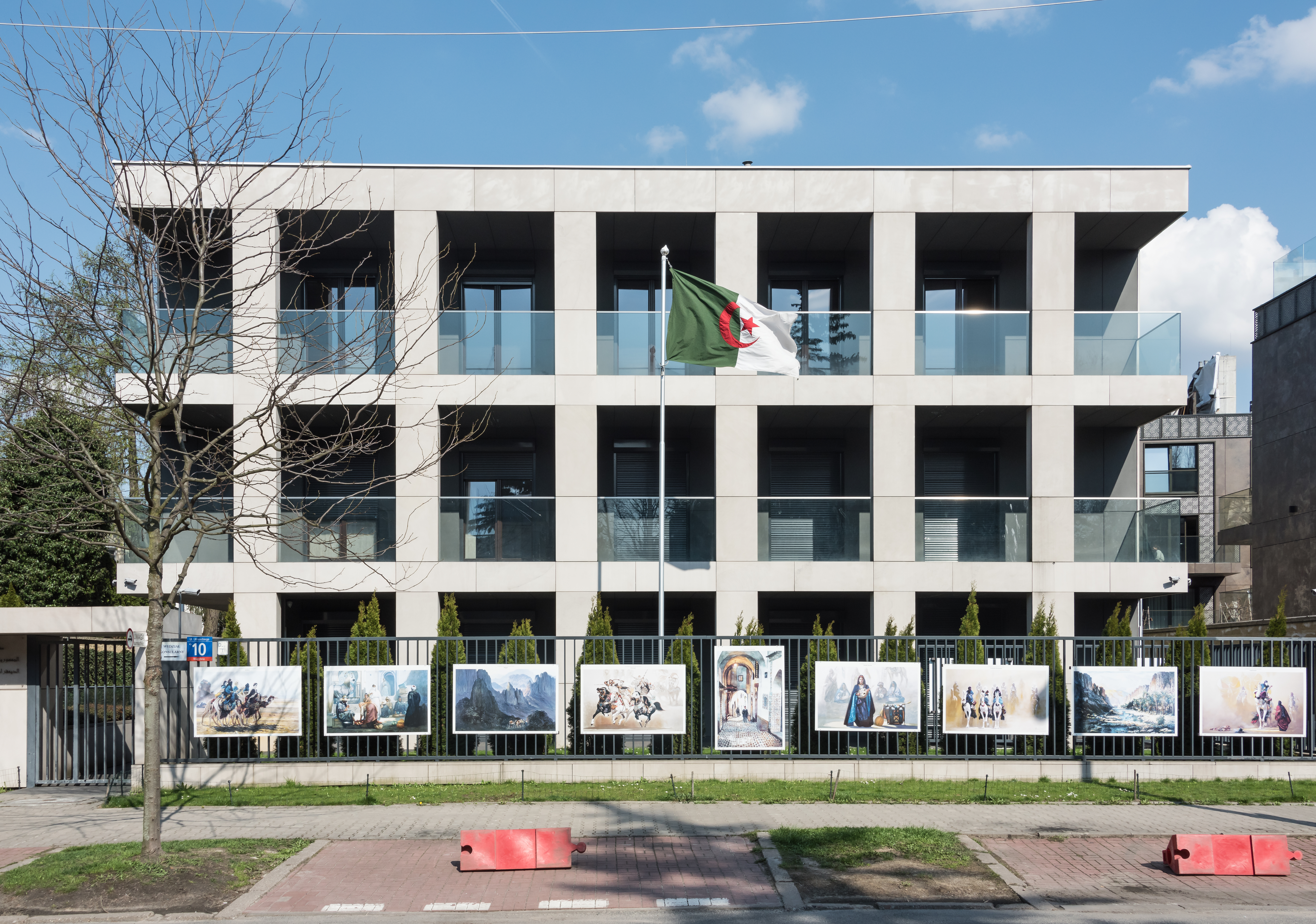
Embaixada da Argélia em Varsóvia, Polônia

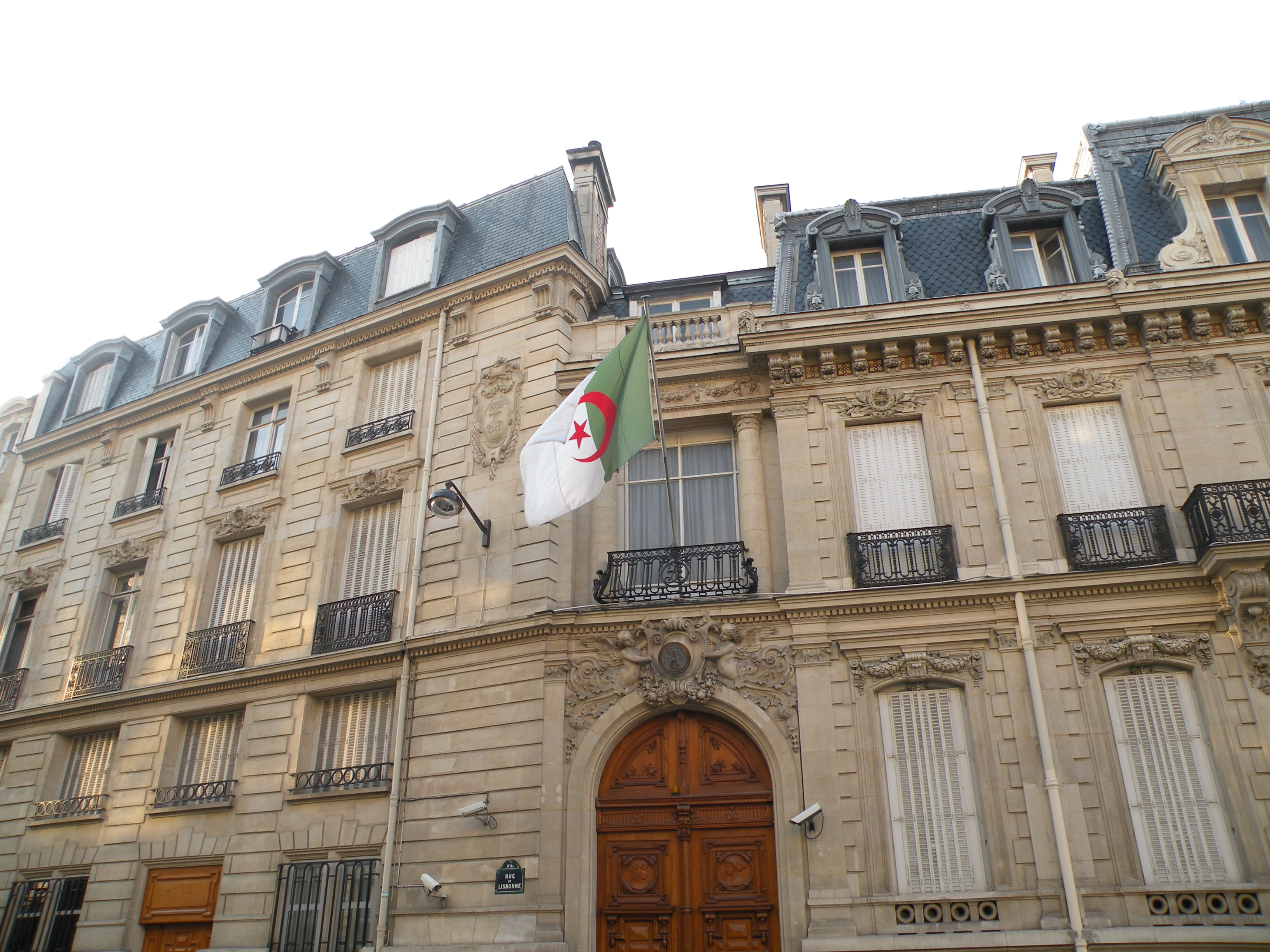
Embaixada da Argélia em Paris, França

- Alemanha
  - Berlim (Embaixada)
  - Bona (Consulado-Geral)
- Áustria
  - Viena (Embaixada)
- Bélgica
  - Bruxelas (Embaixada)
- Bulgária
  - Sófia (Embaixada)
- Dinamarca
  - Copenhague (Embaixada)
- Espanha
  - Madri (Embaixada)
  - Alicante (Consulado-Geral)
- França
  - Paris (Embaixada)
  - Estrasburgo (Consulado-Geral)
  - Lille (Consulado-Geral)
  - Lyon (Consulado-Geral)
  - Marselha (Consulado-Geral)
  - Besançon (Consulado)
  - Bobigny (Consulado)
  - Bordéus (Consulado)
  - Grenoble (Consulado)
  - Metz (Consulado)
  - Montpellier (Consulado)
  - Nanterre (Consulado)
  - Nantes (Consulado)
  - Nice (Consulado)
  - Pontoise (Consulado)
  - Saint-Étienne (Consulado)
  - Toulouse (Consulado)
  - Vitry-sur-Seine (Consulado)
- Grécia
  - Atenas (Embaixada)
- Hungria
  - Budapeste (Embaixada)
- Itália
  - Roma (Embaixada)
  - Nápoles (Consulado-Geral)
- Países Baixos
  - Haia (Embaixada)
- Polónia
  - Varsóvia (Embaixada)
- Portugal
  - Lisboa (Embaixada)
- Reino Unido
  - Londres (Embaixada)
- Chéquia
  - Praga (Embaixada)
- Roménia
  - Bucareste (Embaixada)
- Rússia
  - Moscou (Embaixada)
- Sérvia
  - Belgrado (Embaixada)
- Suécia
  - Estocolmo (Embaixada)
- Suíça 
  - Berna (Embaixada)
  - Genebra (Consulado-Geral)
- Ucrânia
  - Quieve (Embaixada)

## América
- Argentina
  - Buenos Aires (Embaixada)
- Brasil
  - Brasília (Embaixada)
- Canadá
  - Otaua (Embaixada)
  - Montreal (Consulado)
- Chile
  - Santiago de Chile (Embaixada)
- Colômbia
  - Bogotá (Embaixada)
- Cuba
  - Havana (Embaixada)
- Estados Unidos
  - Washington DC (Embaixada)
- México
  - Cidade do México (Embaixada)
- Peru
  - Lima (Embaixada)

## Oriente Médio
- Arábia Saudita
  - Riade (Embaixada)
  - Jedá (Consulado-Geral)
- Bahrein
  - Manama (Embaixada)
- Emirados Árabes Unidos
  - Abu Dabi (Embaixada)
- Irão
  - Teerã (Embaixada)
- Iraque
  - Bagdá (Embaixada)
- Jordânia
  - Amã (Embaixada)
- Kuwait
  - Cidade do Cuaite (Embaixada)
- Líbano
  - Beirute (Embaixada)
- Omã
  - Mascate (Embaixada)
- Catar
  - Doa (Embaixada)
- Síria
  - Damasco (Embaixada)
- Turquia
  - Ancara (Embaixada)
  - Istambul (Consulado-Geral)
- Iêmen
  - Sana (Embaixada)

## África
- África do Sul
  - Pretória (Embaixada)
- Angola
  - Luanda (Embaixada)
- Burquina Fasso
  - Uagadugu (Embaixada)
- Camarões
  - Iaundé (Embaixada)
- Chade
  - N'Djamena (Embaixada)
- República do Congo
  - Brazzaville (Embaixada)
- Costa do Marfim
  - Abidjã (Embaixada)
- Egito
  - Cairo (Embaixada)
- Etiópia
  - Adis-Abeba (Embaixada)
- Gabão
  - Libreville (Embaixada)
- Gana
  - Acra (Embaixada)
- Guiné
  - Conacri (Embaixada)
- Quênia
  - Nairóbi (Embaixada)
- Líbia
  - Trípoli (Embaixada)
  - Saba (Consulado-Geral)
- Madagáscar
  - Antananarivo (Embaixada)
- Mali
  - Bamaco (Embaixada)
  - Gao (Consulado-Geral)
- Marrocos
  - Rabat (Embaixada)
  - Casablanca (Consulado-Geral)
  - Oujda (Consulado-Geral)
- Mauritânia
  - Nuaquechote (Embaixada)
  - Nuadibu (Consulado-Geral)
- Moçambique
  - Maputo (Embaixada)
- Namíbia
  - Vinduque (Embaixada)
- Níger
  - Niamei (Embaixada)
  - Agadez (Consulado-Geral)
- Nigéria
  - Abuja (Embaixada)
- República Democrática do Congo
  - Quinxassa (Embaixada)
- Senegal
  - Dacar (Embaixada)
- Sudão
  - Cartum (Embaixada)
- Tanzânia
  - Dar es Salaam (Embaixada)
- Tunísia
  - Túnis (Embaixada)
  - Al-Kāf (Consulado-Geral)
  - Gafsa (Consulado-Geral)
- Uganda
  - Campala (Embaixada)
- Zimbabwe
  - Harare (Embaixada)

## Ásia
- China
  - Pequim (Embaixada)
- Coreia do Sul
  - Seul (Embaixada)
- Índia
  - Nova Déli (Embaixada)
- Indonésia
  - Jacarta (Embaixada)
- Japão
  - Tóquio (Embaixada)
- Malásia
  - Kuala Lumpur (Embaixada)
- Paquistão
  - Islamabade (Embaixada)
- Uzbequistão
  - Tasquente (Embaixada)
- Vietname
  - Hanói (Embaixada)

## Oceania
- Austrália
  - Camberra (Embaixada)

## Organizações Multilaterais
- Adis-Abeba (Missão Permanente da Argélia ante a União Africana)
- Bruxelas (Missão Permanente da Argélia ante a União Europeia)
- Cairo (Missão Permanente da Argélia ante a Liga Árabe)
- Genebra (Missão Permanente da Argélia ante as Nações Unidas e outras organizações internacionais)
- Nairóbi (Missão Permanente da Argélia ante as Nações Unidas e outras organizações internacionais)
- Nova Iorque (Missão Permanente da Argélia ante as Nações Unidas)
- Paris (Missão Permanente de Argélia ante a Unesco)
- Roma (Missão Permanente da Argélia ante a Organização das Nações Unidas para a Alimentação e a Agricultura)
- Viena (Missão Permanente da Argélia ante as Nações Unidas)